# 7314 Певснер
7314 Певснер (7314 Pevsner) — астероїд головного поясу, відкритий 25 березня 1971 року.
Тіссеранів параметр щодо Юпітера — 3,198.